# Matthias de Vries

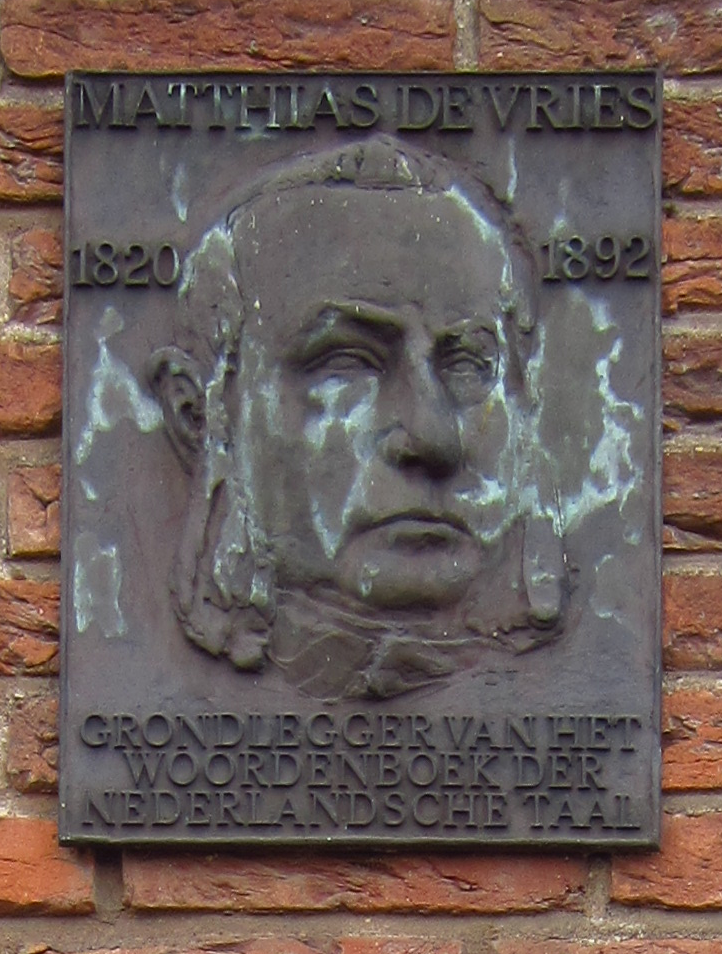
Gedenkplaat (Rapenburg, Leiden)

Matthias de Vries (Haarlem, 9 november 1820 – Leiden, 9 augustus 1892) was een Nederlands taalkundige.

## Leven
De Vries werd in 1820 geboren als zoon van Abraham de Vries en Hillegonda van Geuns. Hij was de broer van minister van Justitie Gerrit de Vries Azn.
Hij werd op 28 april 1837 student aan de Rijksuniversiteit Leiden en promoveerde op 13 december 1843 in de Letteren. Na aan het Stedelijk Gymnasium aldaar Nederlands en geschiedenis gedoceerd te hebben, deed hij op 28 november 1849 zijn intrede als hoogleraar te Groningen. Vervolgens werd hij benoemd in Leiden en sprak daar op 29 oktober 1853 zijn inaugurele rede uit. Daar moest hij wederom de taal- en letterkunde combineren met de vaderlandse geschiedenis, totdat in 1860 Robert Fruin dat laatste vak overnam. Hij kon zich nu concentreren op de kennis van de Nederlandse letteren, de beoefening van de Nederlandse taal, de taalkunde en de lexicografie, totdat hij met emeritaat ging op 15 september 1891.
Samen met L.A. te Winkel zette hij het Woordenboek der Nederlandsche Taal op, in de later naar hen beiden genoemde spelling-De Vries en Te Winkel.
In 1979 werd door de Universiteit Leiden de Matthias de Vrieshof gebouwd. Dit universiteitsgebouw (onderdeel van de faculteit geesteswetenschappen) is naar hem vernoemd.

## Werk
- P.C. Hooft, Warenar, met eene inleiding en aanteekeningen (Leiden 1843)
- Brief aan Dr. W.J.A. Jonckbloet, bijdrage tot de kritiek en verklaring van Karel den Groote en zijne XII pairs (Leiden 1845)
- De Nederl. taalkunde, beschouwd in hare vroegere geschiedenis, tegenwoordigen toestand en eischen voor de toekomst (Haarlem 1849)
- De heerschappij over de taal, het beginsel der welsprekendheid (Groningen 1850)
- De Nederl. taalkunde in haren aard en hare strekking, Haarlem 1853. De beide laatste stukken zijn inaugurele redevoeringen.
- De visscherijen, geheeten het Vroon, ten jare 1433 aan de stad Leyden in erfpacht gegeven (Leiden 1858)
- Die Nordfriesche Sprache, nach der Moringen Mundart, van B. Bendsen, met eene inleiding (Leiden 1860)
- Ontwerp van een Nederlandsch woordenboek. Verslag der commissie in de vergadering van het 3e Nederlandsche Congres te Brussel 31 Aug. 1851 voorgedragen (Groningen 1852).
- Proeve van Middelnederlandsche taalzuivering. Voorbereidende opmerkingen voor de aanstaande uitgave van een Middelnederlandsch Woordenboek (Haarlem 1856)
- Mededeelingen en opmerkingen, betreffende het Nederlandsch woordenboek (1865).

Met L.A. te Winkel:
- De Grondbeginselen der Nederlandsche spelling. Ontwerp der spelling voor het aanstaande Nederlandsch woordenboek (1863)
- Woordenlijst voor de spelling der Nederlandsche taal met aanwijzing van de geslachten der naamwoorden enz. (1865, 2e druk 1872, 3e druk 1881)
- Woordenboek der Nederlandsche taal

Verder gaf hij (1844-1849) de Lekenspiegel van Boendale, met inleiding en glossarium, in het licht, en met Verwijs den Spieghel Historiael van Maerlant (3 deelen, 1858-1863), 1873-'76 gevolgd door de 2de Partie van dat werk, door Philip Utenbroeke gedicht. Voorts talloze bijdragen in taalkundige tijdschriften.

## Literatuur

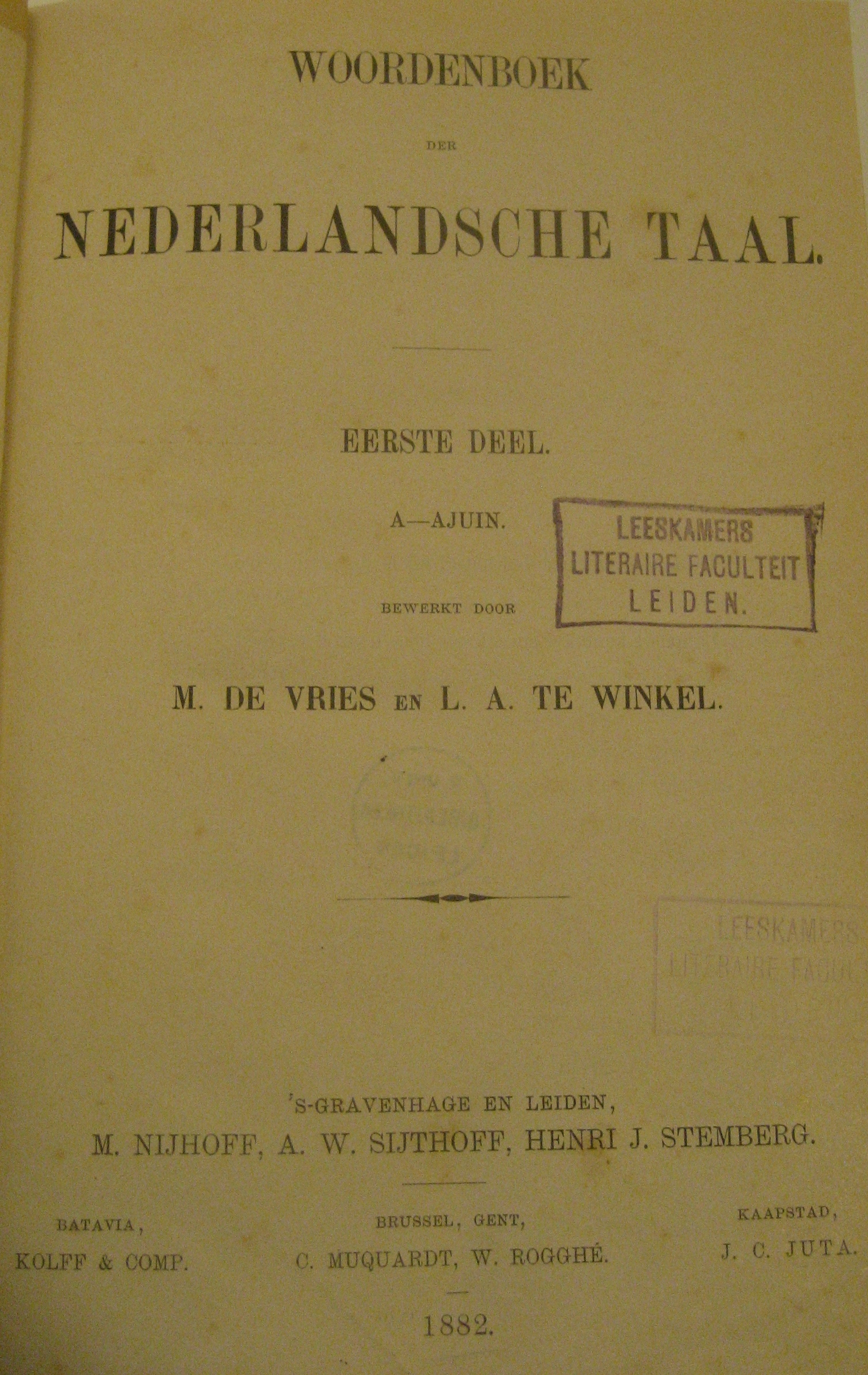
Het Woordenboek der Nederlandsche Taal, 1e deel 1882, door De Vries en Te Winkel